# Gazeta Wyborcza (pismo Polskiej Partii Socjalno-Demokratycznej)
Gazeta Wyborcza (pismo Polskiej Partii Socjalno-Demokratycznej) – czasopismo społeczno-polityczne, organ prasowy Polskiej Partii Socjalno-Demokratycznej związanej z Ignacym Daszyńskim, wydawane w 1897 w Krakowie. Redaktorem naczelnym pisma był Tomasz Tokarz. Czasopismo publikowało teksty autorstwa m.in. Iwana Turgeniewa ("Epizod z dni czerwcowych 1848 roku w Paryżu") oraz materiały wyborcze partii, listy wyborcze i instrukcje głosowania.